# Gurley, Alabama
Gurley là một thị trấn thuộc quận Madison, tiểu bang Alabama, Hoa Kỳ. Dân số năm 2009 là 877 người, mật độ đạt 96 người/km².